# Монморанси-Люксембург, Шарль-Франсуа-Фредерик I де
Шарль-Франсуа-Фредерик I де Монморанси (фр. Charles-François-Frédéric I de Montmorency; 28 февраля 1662, Линьи-ан-Барруа — 4 августа 1726, Париж), герцог де Пине-Люксембург и Бофор-Монморанси, принц д'Эгремон и де Тенгри, маркиз де Бельнав, граф де Люкс, Бутвиль, Данжю и Линьи, пэр Франции, рыцарь орденов короля — французский генерал, участник войны Аугсбургской лиги и войны за Испанское наследство.

## Биография
Старший сын маршала Франции Франсуа-Анри де Монморанси-Люксембурга и Мадлен-Шарлотты-Бонны-Терезы де Клермон-Тоннер.
Поначалу известный как принц де Тенгри, начал службу в 1683 волонтером, участвовал в том году в осаде и взятии Куртре и Диксмёйде, а в следующем году во взятии Люксембурга.
20 августа 1688 получил ранг капитана кавалерии, а 4 сентября стал экзантом в роте гвардейских телохранителей, которой командовал его отец.
В том же году служил под началом Великого Дофина при осадах и взятиях Филиппсбурга, Мангейма и Франкенталя. В 1689 в войсках маршала д’Юмьера отличился в битве при Валькуре.
Жалованной грамотой в мае 1688 сеньория Бофор была возведена в ранг герцогства, а грамотой, данной в Версале в октябре 1689 имя Бофор было изменено на Монморанси, и, после того как Парижский парламент 2 января 1690 зарегистрировал это пожалование, Шарль-Франсуа принял куртуазный титул герцога де Монморанси.
В 1690 служил под командованием своего отца в Нидерландах, участвовал в битве при Флёрюсе, и доставил королю известие о победе.
В 1691 был при осаде и взятии Монса, под началом короля, который 9 мая дал ему генеральное наместничество в Нормандии, после отставки его отца. Сражался в битве при Лёзе, и 20 сентября прибыл в Фонтенбло, чтобы сообщить королю о победе.
17 апреля 1692 произведен в бригадиры. Отказался от места экзанта, служил при осаде и взятии города и замка Намюра, и сражался в битве при Стенкерке.
30 марта 1693 произведен в лагерные маршалы. 27 апреля направлен в армию во Фландрию, участвовал в осаде Юи, битве при Тонгерене, где французы были разгромлены, сражении при Неервиндене, где был ранен, а также в осаде и взятии Шарлеруа.
В 1694 во Фландрской армии Монсеньора участвовал в знаменитом марше от Виньямона к мосту Эспьер. В 1695, под командованием маршала Вильруа, участвовал в бомбардировке Брюсселя. После смерти маршала Люксембурга в 1695 стал герцогом де Пине-Люксембург и Бофор-Монморанси. 4 мая 1696 принес присягу парламенту в качестве пэра Франции; до 1697 продолжал служить во Фландрии в армии Вильруа.
29 января 1702 произведен в генерал-лейтенанты армий короля. 21 апреля направлен во Фландрию под командование герцога Бургундского, отличился в битве с голландцами у Нимвегена. В 1703—1704 продолжал службу в той же армии под началом маршала Вильруа; в 1703  участвовал во взятии Тонгерена и битве при Экерене; в следующем году армия перешла к обороне.
В 1709 вернулся в своё губернаторство, где усмирил бунт, и оставался там до 1714.
6 ноября 1719 продал за 2 600 000 ливров графство Линьи герцогу Леопольду Лотарингскому.
3 июня 1724 был пожалован в рыцари ордена Святого Духа.

## Процесс в Парижском парламенте
В 1696 Люксембург возобновил в парламенте процесс, начатый его отцом, добивавшимся признания старшинства в звании пэра с 1581 года, когда был создан титул герцога-пэра Пине-Люксембурга (на королевских приемах и прочих придворных мероприятиях пэры располагались по хронологическому старшинству титулов, и более древние находились ближе к королю, на самых престижных местах). Его противниками выступили несколько герцогов-пэров, в том числе Сен-Симон, Ларошфуко, Латремуй, Ледигьер, Шон, Эстре, Лафорс, пытавшиеся доказать, что Люксембург вообще не имеет права на звание пэра, поскольку титул герцога Пине-Люксембурга был получен его отцом при сомнительных обстоятельствах, а титул герцога де Бофор, пожалованный королём в 1688 году, пэрским не являлся.
Парламент принял компромиссное решение, 4 мая 1696 утвердив для Люксембурга старшинство в пэрстве с 1662 года, когда этот титул был передан маршалу и подтвержден королевским указом, как пэрский, а вопрос о 1581 годе отложил. Сен-Симон, неприязненно относившийся к семье маршала Люксембурга и подробно описавший это дело, был в бешенстве, и вместе с другими недовольными составил петицию к королю. Людовик XIV обсуждал решение парламента с его первым президентом, но сам не стал вмешиваться в распрю герцогов.
Окончательно дело было решено в 1711 году, когда Люксембургу отказали в претензиях на старшинство с 1581 года.

## Семья
1-я жена (28.08.1686): принцесса Мари-Анн д'Альбер (11.06.1671—17.09.1694), дочь Шарля-Оноре д'Альбера, герцога де Шеврёза и де Люина, и Жанны-Мари-Терезы Кольбер
Дети:
- два сына
- Мари-Генриетта де Монморанси (29.01.1692—11.02.1696)

2-я жена (15.01.1696): Мари-Жилонна Жийе (ум. 15.09.1709), маркиза де Клерамбо, единственная дочь и наследница Рене Жийе, маркиза де Клерамбо и Марманд, и Мари Лелуп де Бельнав
Дети:
- Франсуа де Монморанси (ум. в 15 месяцев)
- две дочери
- Шарль-Франсуа-Фредерик II де Монморанси-Люксембург (31.12.1702—18.05.1764), герцог де Пине-Люксембург и Бофор-Монморанси, маршал Франции. Жена 1) (9.01.1724): Мари-Софи-Эмили-Онорат Кольбер де Сеньеле (1709—1747), маркиза де Сеньеле, графиня де Танкарвиль, дочь Жана Кольбера, маркиза де Сеньеле; 2) 29.06.1750): Мадлен-Анжелика де Нёвиль де Вильруа (1707—1787), дочь Луи-Никола де Нёвиля, герцога де Вильруа, и Маргерит Летелье де Лувуа
- Мари-Рене де Монморанси (21.07.1697 — после 1734). Муж (15.04.1716): Луи-Франсуа-Анн де Нёвиль (1663—1734), герцог де Рец и Вильруа
- Франсуаза-Жилонна де Монморанси (1.07.1704—20.03.1768). Муж (29.10.1722): Луи де Пардайян де Гондрен (1707—1743), герцог д'Антен и д'Эпернон
- Анн де Монморанси (2.01.1707—1741), граф де Линьи, полковник кавалерии